# National Hot Rod Association
A National Hot Rod Association (NHRA) é uma associação automobilística que organiza categorias de dragster nos Estados Unidos e no Canadá. A associação foi fundada em 1951 por Wally Parks, Atualmente a NHRA possui mais de 40 mil membros, fazendo dela a associação automobilística com mais membros no mundo.

## Categorias
A principal categoria da NHRA é a NHRA Mello Yello Drag Racing Series se divide em 4 classes (Top Fuel Dragster, Funny Car, Pro Stock e Pro Stock Motorcycle) e 24 etapas durante o ano, sua corrida mais prestigiada é a NHRA U.S. Nationals disputada no Lucas Oil Raceway em  Brownsburg, Indiana.

## Campeões

### NHRA Mello Yello Drag Racing Series (categoria principal)
| Ano  | Top Fuel          | Funny Car       | Pro Stock            | Pro Stock Motorcycle              |
| ---- | ----------------- | --------------- | -------------------- | --------------------------------- |
| 1965 | Maynard Rupp      | —               | Gary Lawson          | Classification introduced in 1987 |
| 1966 | Pete Robinson     | Ed Schartman    | —                    | Classification introduced in 1987 |
| 1967 | Bennie Osborn     | —               | —                    | Classification introduced in 1987 |
| 1968 | Bennie Osborn     | —               | —                    | Classification introduced in 1987 |
| 1969 | Steve Carbone     | —               | —                    | Classification introduced in 1987 |
| 1970 | Ronnie Martin     | Gene Snow       | Ronnie Sox           | Classification introduced in 1987 |
| 1971 | Gerry Glenn       | Phil Castronovo | Mike Fons            | Classification introduced in 1987 |
| 1972 | Jim Walther       | Larry Fullerton | Bill Jenkins         | Classification introduced in 1987 |
| 1973 | Jerry Ruth        | Frank Hall      | Wayne Gapp           | Classification introduced in 1987 |
| 1974 | Gary Beck         | Shirl Greer     | Bob Glidden          | Classification introduced in 1987 |
| 1975 | Don Garlits       | Don Prudhomme   | Bob Glidden          | Classification introduced in 1987 |
| 1976 | Richard Tharp     | Don Prudhomme   | Larry Lombardo       | Classification introduced in 1987 |
| 1977 | Shirley Muldowney | Don Prudhomme   | Don Nicholson        | Classification introduced in 1987 |
| 1978 | Kelly Brown       | Don Prudhomme   | Bob Glidden          | Classification introduced in 1987 |
| 1979 | Rob Bruins        | Raymond Beadle  | Bob Glidden          | Classification introduced in 1987 |
| 1980 | Shirley Muldowney | Raymond Beadle  | Bob Glidden          | Classification introduced in 1987 |
| 1981 | Jeb Allen         | Raymond Beadle  | Lee Shepherd         | Classification introduced in 1987 |
| 1982 | Shirley Muldowney | Frank Hawley    | Lee Shepherd         | Classification introduced in 1987 |
| 1983 | Gary Beck         | Frank Hawley    | Lee Shepherd         | Classification introduced in 1987 |
| 1984 | Joe Amato         | Mark Oswald     | Lee Shepherd         | Classification introduced in 1987 |
| 1985 | Don Garlits       | Kenny Bernstein | Bob Glidden          | Classification introduced in 1987 |
| 1986 | Don Garlits       | Kenny Bernstein | Bob Glidden          | Classification introduced in 1987 |
| 1987 | Dick LaHaie       | Kenny Bernstein | Bob Glidden          | Dave Schultz                      |
| 1988 | Joe Amato         | Kenny Bernstein | Bob Glidden          | Dave Schultz                      |
| 1989 | Gary Ormsby       | Bruce Larson    | Bob Glidden          | John Mafaro                       |
| 1990 | Joe Amato         | John Force      | Darrell Alderman     | John Myers                        |
| 1991 | Joe Amato         | John Force      | Darrell Alderman     | Dave Schultz                      |
| 1992 | Joe Amato         | Cruz Pedregon   | Warren Johnson       | John Myers                        |
| 1993 | Eddie Hill        | John Force      | Warren Johnson       | Dave Schultz                      |
| 1994 | Scott Kalitta     | John Force      | Darrell Alderman     | Dave Schultz                      |
| 1995 | Scott Kalitta     | John Force      | Warren Johnson       | John Myers                        |
| 1996 | Kenny Bernstein   | John Force      | Jim Yates            | Dave Schultz                      |
| 1997 | Gary Scelzi       | John Force      | Jim Yates            | Matt Hines                        |
| 1998 | Gary Scelzi       | John Force      | Warren Johnson       | Matt Hines                        |
| 1999 | Tony Schumacher   | John Force      | Warren Johnson       | Matt Hines                        |
| 2000 | Gary Scelzi       | John Force      | Jeg Coughlin Jr.     | Angelle Sampey                    |
| 2001 | Kenny Bernstein   | John Force      | Warren Johnson       | Angelle Sampey                    |
| 2002 | Larry Dixon       | John Force      | Jeg Coughlin Jr.     | Angelle Sampey                    |
| 2003 | Larry Dixon       | Tony Pedregon   | Greg Anderson        | Geno Scali                        |
| 2004 | Tony Schumacher   | John Force      | Greg Anderson        | Andrew Hines                      |
| 2005 | Tony Schumacher   | Gary Scelzi     | Greg Anderson        | Andrew Hines                      |
| 2006 | Tony Schumacher   | John Force      | Jason Line           | Andrew Hines                      |
| 2007 | Tony Schumacher   | Tony Pedregon   | Jeg Coughlin Jr.     | Matt Smith                        |
| 2008 | Tony Schumacher   | Cruz Pedregon   | Jeg Coughlin Jr.     | Eddie Krawiec                     |
| 2009 | Tony Schumacher   | Robert Hight    | Mike Edwards         | Hector Arana                      |
| 2010 | Larry Dixon       | John Force      | Greg Anderson        | L.E. Tonglet                      |
| 2011 | Del Worsham       | Matt Hagan      | Jason Line           | Eddie Krawiec                     |
| 2012 | Antron Brown      | Jack Beckman    | Allen Johnson        | Eddie Krawiec                     |
| 2013 | Shawn Langdon     | John Force      | Jeg Coughlin Jr.     | Matt Smith                        |
| 2014 | Tony Schumacher   | Matt Hagan      | Erica Enders-Stevens | Andrew Hines                      |
| 2015 | Antron Brown      | Del Worsham     | Erica Enders-Stevens | Andrew Hines                      |
| 2016 | Antron Brown      | Ron Capps       | Jason Line           | Jerry Savoie                      |
| 2017 | Brittany Force    | Robert Hight    | Bo Butner            | Eddie Krawiec                     |

## Galeria
- Dragser da classe Top Fuel
- Dragster da classe Funny Car
- Dragster da classe Pro Stock
- Dragster da classe Pro Stock Bike